# Fabián Estoyanoff
Fabián Larry Estoyanoff Poggio (Montevideo, 27 september 1982) is een Uruguayaans profvoetballer die bij voorkeur als aanvaller speelt. Hij verruilde in 2008 Panionios voor Peñarol. In 2001 debuteerde hij in het Uruguayaans voetbalelftal, waarvoor hij meer dan dertig interlands speelde.
Estoyanoff is van Bulgaarse afkomst; zijn grootvader Dimitar Stoyanov was een Bulgaarse boer die tijdens de Balkanoorlogen naar Uruguay emigreerde.

## Clubcarrière
Estoyanoff speelde in eigen land voor CA Fénix (2000-2001 en 2004-2005) en Peñarol (2002-2003). In 2005 tekende de aanvaller voor vijf seizoenen bij het Spaanse Valencia CF. Valencia CF verhuurde het talent in het seizoen 2005/2006 aan Cádiz CF, zodat hij ervaring op kon doen in de Primera División. Bij Valencia CF zou Estoyanoff te weinig tot spelen komen door de concurrentie van Patrick Kluivert, David Villa en Marco di Vaio. Ook in het seizoen 2006/2007 werd de Uruguayaan verhuurd, ditmaal aan Deportivo de La Coruña. Ook in het seizoen 2007/2008 zou Valencia CF Estoyanoff niet rijp genoeg vinden en verhuurt hem ditmaal aan promovendus Real Valladolid. In het seizoen 2008/09 zou hij nog steeds weinig aan spelen toe komen en hij volgde zijn landgenoot Álvaro Recoba naar Panionios.

## Interlandcarrière
Estoyanoff was tevens international voor Uruguay. Hij debuteerde op 25 juli 2001 tegen Mexico. De aanvaller maakte zijn eerste doelpunt op 4 februari 2003 in een vriendschappelijke wedstrijd tegen Iran. Estoyanoff nam onder meer deel aan de Copa América's van 2001 en 2004, en de kwalificatieduels voor het WK 2006.
| Interlanddoelpunten | Interlanddoelpunten | Interlanddoelpunten | Interlanddoelpunten     | Interlanddoelpunten | Interlanddoelpunten | Interlanddoelpunten | Interlanddoelpunten |
| #                   | Datum               | Locatie             | Wedstrijd               | Goal(s)             | Score               | Uitslag             | Wedstrijd           |
| ------------------- | ------------------- | ------------------- | ----------------------- | ------------------- | ------------------- | ------------------- | ------------------- |
| 1                   | 04/02/2003          | Hongkong            | Uruguay – Iran          | 84'                 | 1 – 1               | 1 – 1               | Oefeninterland      |
| 2                   | 13/07/2004          | Piura               | Argentinië – Uruguay    | 7'                  | 0 – 1               | 4 – 2               | Copa América        |
| 3                   | 24/07/2004          | Cuzco               | Colombia – Uruguay      | 2'                  | 0 – 1               | 1 – 2               | Copa América        |
| 4                   | 21/05/2006          | New Jersey          | Uruguay – Noord-Ierland | 33'                 | 1 – 0               | 1 – 0               | Oefeninterland      |